# Amphiasma
Amphiasma es un género con siete especies de plantas con flores perteneciente a la familia Rubiaceae. Es originario del sur de Tanzania hasta Namibia.

## Especies
- Amphiasma benguellense
- Amphiasma divaricatum
- Amphiasma luzuloides
- Amphiasma merenskyanum
- Amphiasma micranthum
- Amphiasma redheadii
- Amphiasma robijnsii